# Pensacola Open
Het Pensacola Open is een voormalig golftoernooi in Florida in de Verenigde Staten. Vanaf 1956 maakte het deel uit van de Amerikaanse PGA Tour.
De laatste editie werd gespeeld op de Tiger Point Golf & Country Club in Gulf Breeze, Florida.

## Winnaars
| Pensacola Open - 1929: Horton Smith - 1930: Johnny Farrell - 1931: Johnny Farrell - 1932-1944: niet gespeeld - 1945: Sam Snead - 1946: Ray Mangrum - 1947-1955: niet gespeeld | Pensacola Open (PGA Tour) - 1956: Don Fairfield - 1957: Art Wall jr. - 1958: Doug Ford - 1959: Paul Harney - 1960: Arnold Palmer - 1961: Tommy Bolt - 1962: Doug Sanders - 1963: Arnold Palmer - 1964: Gary Player - 1965: Doug Sanders - 1966: Gay Brewer - 1967: Gay Brewer - 1968: George Archer | Monsanto Open (PGA Tour) - 1969: Jim Colbert - 1970: Dick Lotz - 1971: Gene Littler - 1972: Dave Hill - 1973: Homero Blancas - 1974: Lee Elder | Pensacola Open (PGA Tour) - 1975 Jerry McGee - 1976 Mark Hayes - 1977 Leonard Thompson - 1978 Mac McLendon - 1979 Curtis Strange - 1980 Dan Halldorson - 1981 Jerry Pate - 1982 Calvin Peete - 1983 Mark McCumber - 1984 Bill Kratzert - 1985 Danny Edwards - 1986 Ernie Gonzalez - 1987 Doug Tewell - 1988 Andrew Magee |

## Banen
Het toernooi werd onder meer op de volgende banen gespeeld:
- 1970-1977 Pensacola Country Club in Pensacola
- 1978-1987 Perdido Bay Country Club in Pensacola
- 1988 Tiger Point Golf & Country Club in Gulf Breeze

## Trivia
- In 1966 speelde Doug Sanders om zijn titel te verdedigen. Hij werd echter gediskwalificeerd nadat hij na een ronde van 67 vergat zijn scorekaart te tekenen[1]

84 Lumber Classic ·
500 Festival Open Invitation ·
Agua Caliente Open ·
Air Canada Championship ·
Alameda County Open ·
Alcan Open ·
All American Open ·
Almaden Open ·
American Golf Classic ·
Ardmore Open ·
Arlington Hotel Open ·
AT&T Classic ·
Atlanta Open ·
Azalea Open Invitational ·
B.C. Open ·
Bahama's Open ·
Bakersfield Open Invitational ·
Baton Rouge Open Invitational ·
Beaumont Open Invitational ·
Blue Ribbon Open ·
Booz Allen Classic ·
Buick Challenge ·
Buick Open ·
Cajun Classic Open Invitational ·
California State Open ·
Carling World Open ·
Centel Classic ·
Chattanooga Classic ·
Cleveland Open ·
Connecticut Open ·
Coral Gables Open Invitational ·
Coral Springs Open Invitational ·
CVS Charity Classic ·
Dallas Open ·
Danny Thomas-Diplomat Classic ·
Dapper Dan Open ·
De Soto Open Invitational ·
Denver Open Invitational ·
Doral Open ·
Dow Jones Open Invitational ·
Durham Open ·
Eastern Open ·
El Paso Open ·
Empire State Open ·
Esmeralda Open ·
Fig Garden Village Open Invitational ·
Florida Open ·
Fort Wayne Open ·
Frank Sinatra Open Invitational ·
Gasparilla Open ·
Gatlin Brothers-Southwest Golf Classic ·
Ginn sur Mer Classic ·
Chicago Open ·
Glens Falls Open ·
Golden Gate Championship ·
Goodall Palm Beach Round Robin ·
Greater St. Louis Golf Classic ·
Gulfport Open ·
Haig Open Invitational ·
Hale America National Open Golf Tournament ·
Hall of Fame Golf Classic ·
Hershey Open ·
Hesperia Open Invitational ·
Houston Open ·
Indian Ridge Hospital Open Invitational ·
Inverness Invitational Four-Ball ·
Jacksonville Open ·
Kansas City Open ·
Kentucky Derby Open ·
Knoxville Invitational ·
La Gorce Open ·
Labatt Open ·
Liggett & Myers Open ·
Long Beach Open ·
Long Island Open ·
Lucky International Open ·
Maryland Open ·
Massachusetts Open ·
Mayfair Inn Open ·
Memphis Invitational ·
Metropolitan Open ·
Metropolitan PGA Championship ·
Miami Beach Open ·
Miami International Four-Ball ·
Miami Open ·
Michelob Championship at Kingsmill ·
Michigan Golf Classic ·
Milwaukee Open Invitational ·
Milwaukee Open ·
Mobile Sertoma Open Invitational ·
Motor City Open ·
Mountain View Open ·
National Airlines Open Invitational ·
National Celebrities Open ·
National Team Championship ·
New Jersey PGA Championship ·
New Jersey State Open ·
New York State Open ·
North and South Open ·
Northern California Open ·
Oakland Open ·
Ohio Kings Island Open ·
Ohio Open ·
Oklahoma City Open Invitational ·
Oklahoma Open ·
Ontario Open ·
Orange County Open Invitational ·
Oregon Open ·
Pasadena Open ·
Pennsylvania Open Championship ·
Pensacola Open ·
Pepsi Championship ·
Philadelphia Daily News Open ·
Philadelphia Golf Classic ·
Philadelphia Inquirer Open ·
Philadelphia Open ·
Portland Open Invitational ·
Reading Open ·
Rebel Yell Open ·
Rio Grande Valley Open ·
Robinson Open ·
Rubber City Open Invitational ·
Sacramento Open ·
Sahara Invitational ·
Seattle Open Invitational ·
Sioux City Open ·
Southern (Spring) Open ·
St. Paul Open ·
St. Petersburg Open Invitational ·
Sunset-Camellia Open Invitational ·
Sunshine Open Invitational ·
Tacoma Open ·
The International ·
Thomasville Open ·
Thunderbird Classic ·
Thunderbird Invitational ·
Tournament of the Gardens Open ·
Tucson Open ·
Turning Stone Resort Championship ·
US Bank Championship in Milwaukee ·
US Professional Match Play Championship ·
Utah Open ·
Virginia Beach Open ·
Virginia Open ·
Waco Turner Open ·
Walt Disney World Golf Classic ·
West End Classic ·
West Palm Beach Open Invitational ·
Westchester Open ·
Western Open ·
White Sulphur Springs Open ·
Wisconsin State Open ·
World Championship of Golf ·
Yorba Linda Open Invitational